# Federico Zandomeneghi
Federico Zandomeneghi (2. června 1841, Benátky – 31. prosince 1917, Paříž) byl italský malíř působící v Paříži, patřící k okruhu impresionismu a italského uměleckého hnutí Macchiaioli.

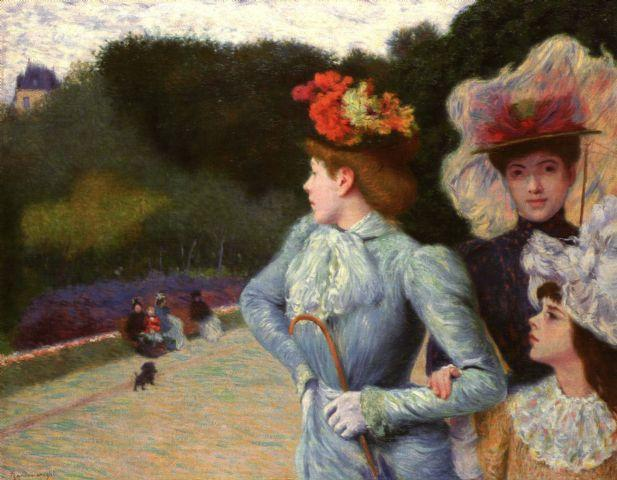
Federico Zandomeneghi: Promenáda

Zandomeneghi pocházel z umělecké rodiny, jeho otec i děd byli sochaři. Studoval malířství v Benátkách a Miláně. V bojích o italskou nezávislost podporoval Garibaldiho, takže se musel z politických důvodů vystěhovat z Benátek. Usadil se ve Florencii, kde potkal umělce z hnutí Macchiaioli. Pod jejich vlivem začal více malovat v plenéru.
Roku 1874 natrvalo odešel do Paříže, kde se připojil k tamním impresionistům, s nimiž i vystavoval. Blízce se přátelil s Degasem. Věnoval se hlavně figurální malbě, počínaje devadesátými léty maloval mnoho pastelů a tvořil také ilustrace pro módní časopisy.